# 莫納斯特羅克 (佐洛奇夫市鎮)
49°49′22″N 24°58′1″E / 49.82278°N 24.96694°E
莫納斯特羅克（羅馬化：Monastyrok）是烏克蘭西部利維夫州佐洛奇夫區佐洛奇夫市鎮的村莊。該村始建於1848年，面積0.88平方公里，海拔高度403米，2021年人口180，人口密度每平方公里279.68人。